# Soós Károly Attila
Soós Károly Attila (Nagyvárad, 1944. április 2.) közgazdász, politikus, a közgazdaságtudományok kandidátusa, az SZDSZ országgyűlési képviselője 1990 és 1997 között.

## Szakmai és politikai tevékenysége
1967-ben végzett a Marx Károly Közgazdasági Egyetemen. Ezután az MTA Közgazdasági Kutató Intézetének tudományos munkatársa lett, és innen is vonult nyugalomba.
A hetvenes-nyolcvanas években aktívan részt vett különféle gazdasági reform-előkészítő munkákban. Kutatási területe később a kelet-közép-európai volt szocialista országok piacgazdasági átalakulásának, külgazdasági és makroökonómiai folyamatainak tanulmányozása lett. Szakértőként is dolgozott az Európai Uniónak a volt szocialista országokba irányuló segélyprogramjaiban.
A rendszerváltás után az SZDSZ vezető gazdaságpolitikusa lett. 1990 és 1997 között országgyűlési képviselő volt. 1990 és 1994 között az Országgyűlés Költségvetési, Adó- és Pénzügyi Bizottságának elnökeként, 1994-96 között a Horn Gyula kormányában az Ipari és Kereskedelmi Minisztérium politikai államtitkáraként tevékenykedett.
1998 és 2000 között az Európai Újjáépítési és Fejlesztési Bank (EBRD) igazgatóságának tagja volt.

## Tudományos publikációi
Gazdag tudományos publikációs tevékenységet folytat.
Sarcolás különadókkal: bevételszerzés, populizmus és az „idegenek” kiszorítása címmel tanulmányt írt a Magyar Bálint által szerkesztett, 2013 őszén megjelent Magyar polip című kötetbe.
- Terv, kampány, pénz. Szabályozás és konjunktúra ciklusok Magyarországon és Jugoszláviában; Közgazdasági és Jogi, Bp., 1986
- Rendszerváltás és privatizáció. Elsődleges és másodlagos privatizáció Közép-Európában és a volt Szovjetunióban; Corvina, Bp., 2009 (angolul is)